# Tuusniemi
Tuusniemi è un comune finlandese di 2394 abitanti, situato nella regione del Savo Settentrionale.